# مؤسسه پژوهش روی مسئله یهود

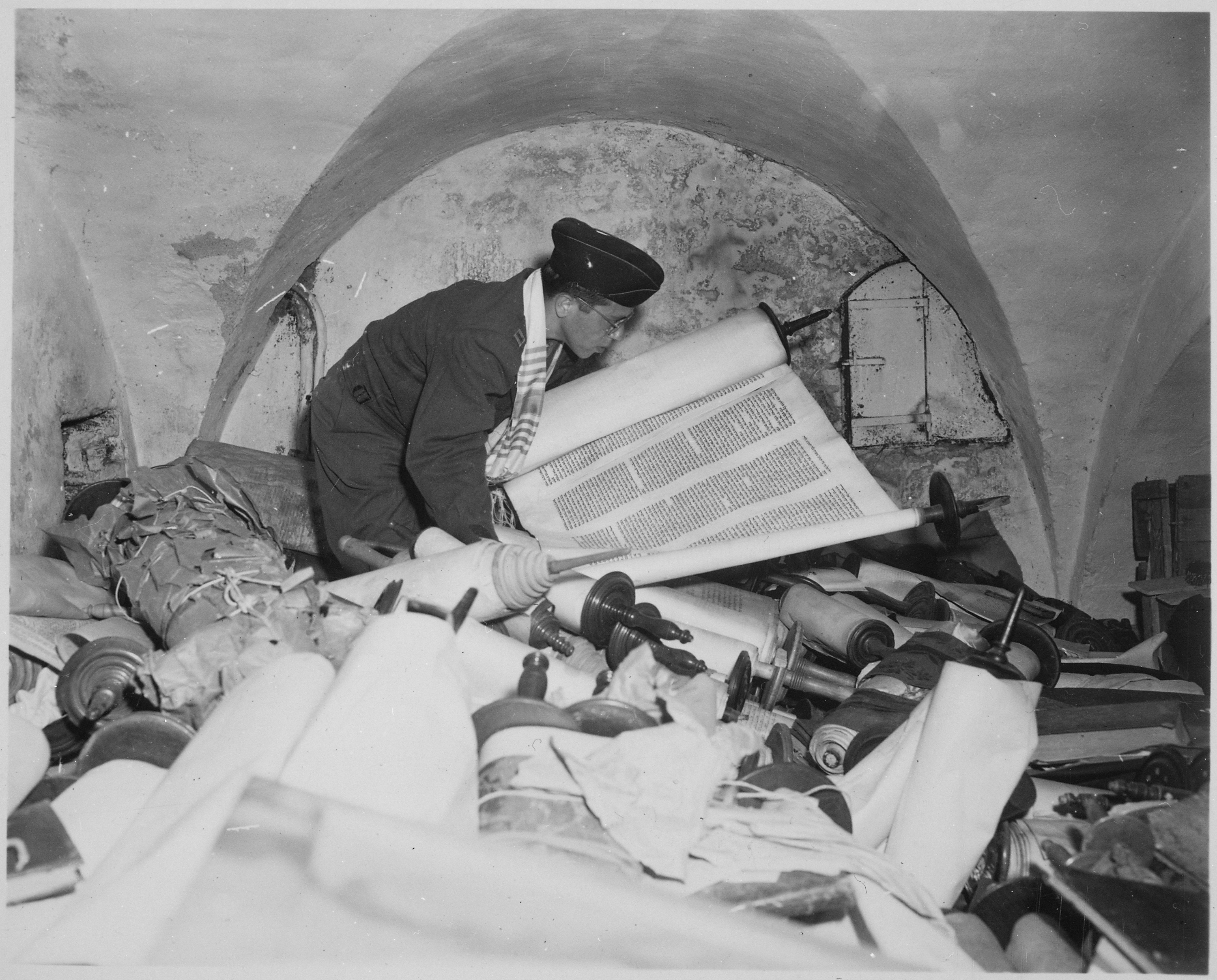
تصویری از دوره جنگ جهانی

مؤسسه پژوهش روی مسئله یهود (به آلمانی: Institut zur Erforschung der Judenfrage) یک نهاد سیاسی حزب نازی بود که در آوریل ۱۹۳۹ تأسیس شد. به عنوان شعبه‌ای از دانشگاه برنامه‌ریزی‌شده که برای نخبگان حزب به مدیریت آلفرد روزنبرگ در نظر گرفته شده بود، این مؤسسه در مارس ۱۹۴۱، در طول جنگ جهانی دوم، به‌طور رسمی در فرانکفورت آم ماین افتتاح شد و تا پایان جنگ، در سال ۱۹۴۵ به فعالیت خود ادامه داد.
این مؤسسه نباید با Institut zum Studium der Judenfrage (مؤسسه بررسی مسئله یهود)، که بخشی از وزارت تبلیغات گوبلز بود، اشتباه گرفته شود. دومی بعدها به Antisemitische Aktion (اکتسیون یا اقدام ضدسامی) و سپس Antijüdische Aktion (اقدام ضدیهودی) تغییر نام یافت. همچنین، در فرانسه اشغالی، Institut d'étude des questions juives (مؤسسه پژوهش دربارهٔ مسئله یهودیان) یک مؤسسه تبلیغاتی بود که در سال ۱۹۴۳ توسط فرماندهی ارتش آلمان در پاریس گشوده شد.

## اهداف
هنگام تأسیس این مؤسسه، مجله رسمی Ziel und Weg («هدف و راه») از اتحادیه پزشکان ناسیونال سوسیالیست آلمان، که توسط لئوناردو کونتی هدایت می‌شد، از آن استقبال کرد و خواستار آن شد که «با نیمه‌یهودی باید مانند یهودی اصیل برخورد شود … تا او خطری برای محافظت از ارزش‌های نژادی مردم اروپا نداشته باشد.»
این مؤسسه با «بخش پژوهشی در مورد مسئله یهود» مؤسسه تاریخ آلمان جدید، به رهبری والتر فرانک، همکاری می‌کرد؛ این بخش توسط جمعیت‌شناس فردریش بورگدورفر، که جزوه «آیا ملت‌های سفید در حال مرگ هستند؟ آینده ملت‌های سفید و رنگین‌پوست در پرتو آمارهای زیستی» وی سرآغاز تئوری توطئه نسل‌کشی سفیدپوستان شد، رهبری می‌شد.
هدف غایی مؤسسه گردوری اطلاعات برای اهداف پروپاگاندایی نازی بود تا از سیاست‌های یهودستیزانه آن‌ها و بعدها هولوکاست پشتیبانی کند. مؤسسه کتاب‌ها و آثار فرهنگی غارت‌شده از کتابخوانه‌ها و موسسات یهودیان در مناطق اشغالی را دریافت می‌کرد.